# Şehzade Ömer Faruk
Şehzade Ömer Faruk Efendi (turco ottomano: شهزادہ عمر فاروق, noto anche come Ömer Faruk Osmanoğlu; Istanbul, 27 febbraio 1898 – Il Cairo, 28 marzo 1969) è stato un principe ottomano, figlio del califfo Abdülmecid II e della sua prima consorte Şehsuvar Hanim. È stato anche genero del sultano Mehmed VI, avendone sposato la figlia Rukiye Sabiha Sultan.

## Biografia

### Origini
Şehzade Ömer Faruk nacque il 27 febbraio 1898 a Palazzo Ortaköy, Istanbul. Suo padre era il futuro Abdülmecid II, ultimo califfo del mondo islamico e figlio del sultano ottomano Abdülaziz I, e sua madre la sua prima consorte Şehsuvar Hanim. Aveva una sorellastra minore, Hatice Hayriye Ayşe Dürrüşehvar Sultan.

### Formazione scolastica
Ömer Faruk ricevette la sua prima istruzione alla scuola europea Galatasaray School. La sua domanda di ammissione venne presentata tramite Şehzade Ibrahim Tevfik, suo parente, e Salih Keramet Bey, suo tutore privato e figlio della nota poetessa Nigar Hanim. Dopo qualche anno, oltre alla sua lingua madre parlava fluentemente inglese, francese e tedesco.
All'età di undici anni, venne deciso che avrebbe continuato la sua istruzione in Europa, dove avrebbe anche ricevuto l'addestramento militare. Accompagnato da Salih Keramet Bey, si trasferì a Vienna, all'Accademia militare teresiana, fondata nel 1751 dall'imperatrice Maria Teresa. Il suo curriculum includeva abilità manuali come intreccio di cesti, falegnameria e muratura, lavorazione dei metalli e altre. Completata l'istruzione secondaria, Ismail Enver Pasha, il ministro più potente dell'Impero ottomano, decide di mandarlo all'accademia di Postdam, in Prussia, dove fu accompagnato da Şehzade Mehmed Şerafeddin, anche lui principe ottomano e fratello della moglie di Enver, Naciye Sultan.

### Carriera militare
Ömer Faruk si diplomò come ufficiale prussiano e conservò per tutta la vita un'apparenza di rigidità militare dovuta alla sua educazione.
Durante la prima guerra mondiale, combatté sul fronte tedesco, prima a Galizia e poi a Verdun, sulla prima linea contro i francesi. Per le sue azioni, venne decorato due volte dal Kaiser Guglielmo II, che gli regalò anche un portasigarette d'oro e una sua foto autografata.
Dopo la perdita del fronte di Verdun, Ömer Faruk tornò a Potsdam, dove venne inserito nel reggimento onorario delle guardie imperiali. Sebbene ogni ufficiale prussiano di origini nobili venisse iscritto nel reggimento superati i dieci anni, il requisito per sfilare durante le parate era l'altezza minima di 1,91 metri. Ömer Faruk venne ammesso alle parate nonostante fosse alto solo 1,85 metri, il più basso dei suoi compagni.
Nel 1918 rientrò in Turchia, dove prestò servizio come primo tenente di fanteria e aiutante di campo del sultano Mehmed VI.

### Primo matrimonio

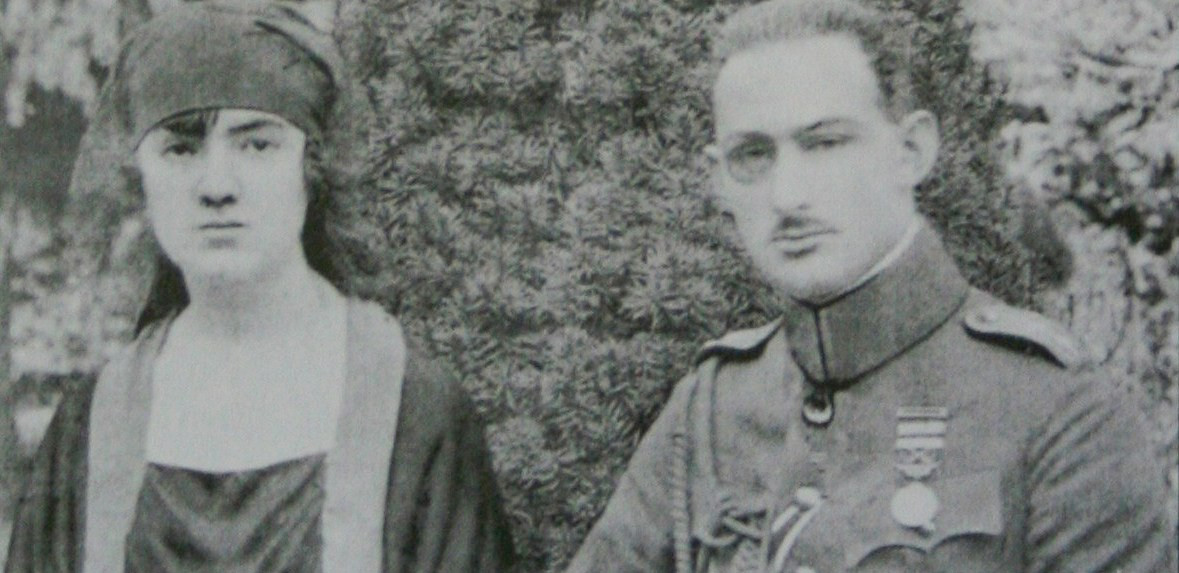
Ömer Faruk e la sua prima moglie, Sabiha Sultan

Al termine della prima guerra mondiale, Ömer Faruk venne eletto presidente della Fenerbahçe Spor Kulübü (1919-1924) e si iniziò a cercargli una moglie. Gli venne proposto di sposare Emine Dürriye Hanım, figlia del ministro ottomano Mahmud Muhtar Katırcıoğlu e della principessa egiziana Nimetullah Hanim, figlia del chedivé Isma'il Pascià, ma Faruk rifiutò perché innamorato, ricambiato, di sua cugina di secondo grado, Rukiye Sabiha Sultan, figlia del sultano Mehmed VI.
Tuttavia, quando chiese al sultano la mano di Sabiha, ricevette un categorico rifiuto, perché fra i discendenti di Abdülaziz, come Ömer Faruk, e quelli di suo fratello maggiore Abdülmecid I, come Mehmed VI, non correva buon sangue. Il motivo stava nella controversa deposizione Abdülaziz, subito dopo morto, ufficialmente suicida, in circostanze poco chiare: la famiglia di Abdülaziz accusava i figli di Abdülmecid I, quattro dei quali sarebbero diventati Sultano, di aver complottato per deporre e assassinare lo zio e prenderne il trono.
Alla fine, la madri di Ömer Faruk, Şehsuvar Hanim, e quella di Sabiha Sultan, Nazikeda Kadın, riuscirono ad appianare le cose e a ottenere il permesso per i due di sposarsi.
Il matrimonio si tenne il 20 aprile 1920 nel padiglione delle reliquie del Palazzo di Topkapı. Il celebrante era Şeyhülislam Hayrizade Ibrahim Efendi e i rappresentanti degli sposi Başkatip Ali Fuad Bey per Sabiha e Ömer Yaver Pasha per Faruk. Il ricevimento di nozze si tenne al Palazzo di Yildiz.
Inizialmente, dieci giorni dopo le nozze, la coppia si stabilì nella villa di Rumelihisarı, ma ad ottobre il padre di Sabiha donò a lei e a sua sorella due palazzi a Nişantaşı, così la villa di Rumelihisarı divenne la loro dimora estiva.
Nei tre anni successivi la coppia ebbe due figlie, Fatma Neslişah Sultan e Zehra Hanzade Sultan, la seconda nata appena sei mesi prima della sentenza di esilio per la famiglia imperiale promulgata nel marzo 1924, secondo la quale tutti i membri della dinastia dovevano lasciare la Turchia entro una settimana. Al tempo, Faruk e il padre si trovavano in Svizzera, dove venne raggiunto dalla moglie con le figlie. Dalla Svizzera si trasferirono poi a Nizza, dove nacque la loro ultima figlia, Necla Hibetullah Sultan.
Nel 1930, ospitarono nella loro villetta anche un loro cugino, Şehzade Ibrahim Tevfik, e la sua famiglia, in particolare la sua figlia minore Fevziye Sultan, fino alla morte di lui l'anno seguente. A quel punto, Fevziye venne ripresa da sua madre. Nello stesso periodo, ospitarono anche la madre di Sabiha, Nazikeda Kadın, che occupava la stanza degli ospiti, occasionalmente insieme al figliastro Şehzade Mehmed Ertuğrul quando questi veniva a visitare la sorellastra e le nipoti. Nel 1938, Sabiha e la sua famiglia, inclusa la madre, si trasferirono ad Alessandria d'Egitto, dove Nazikeda, già malata, morì nel 1941.
Il 26 settembre 1940 sua figlia Neslişah sposò Mohamed Abdel Moneim, figlio dell'ultimo chedivè d'Egitto Abbas Hilmi II; pochi giorni prima, il 19 settembre, la sua secondogenita Hanzade aveva sposato principe egiziano Mehmed Ali Ibrahim. L'ultima figlia, Necla, sposò nel 1943 il principe egiziano Amir Ibrahim.

### Divorzio e secondo matrimonio
Dopo il matrimonio delle loro figlie, il matrimonio di Faruk e Sabiha iniziò a deteriorarsi e lui s'innamorò di Mihriban Mihrişah Sultan, anche lei una principessa ottomana sua cugina.
Nel 1944, la famiglia si riunì per decidere chi eleggere a capo della famiglia dopo la morte di Abdülmecid II. Mentre Mihrişah sostenne Faruk, Sabiha e le loro tre figlie sostennero Şehzade Ahmed Nihad, che fu infine eletto. Faruk colse l'occasione per separarsi dalla moglie, accusandola di essersi schierata contro di lui e di aver manipolato le loro figlie perché facessero altrettanto.
Alla fine, Faruk riuscì a divorziare dalla moglie il 5 marzo 1948 e nello stesso anno, il 31 luglio, sposò Mihrişah con una cerimonia religiosa. Le sue nuove nozze crearono una frattura con le figlie, che si schierarono con la loro madre e per anni trattarono il padre con freddezza, oltre a non riconoscere né avere contatti con Mihrişah. Tuttavia, nel 1959 Mihrişah, avvalendosi del suo diritto che aveva insistito per avere nel contratto nuziale, divorziò da Faruk.
Anni dopo, Faruk dichiarò agli amici: "Ho divorziato dalla donna migliore del mondo per sposare la peggiore!".

### Morte
Şehzade Ömer Faruk morì il 28 marzo 1969 nella sua casa di Maadi a Il Cairo, in Egitto. Il suo corpo venne rimpatriato in Turchia e sepolto a Istanbul, nella türbe del sultano Mahmud II.

## Discendenza
Dal suo primo matrimonio con Sabiha Sultan, Ömer Faruk ebbe tre figlie, tutte sposate a membri della famiglia reale egiziana:
- Fatma Neslişah Sultan (2 febbraio 1921 - 2 aprile 2012). Si sposò una volta ed ebbe un figlio e una figlia.
- Zehra Hanzade Sultan (12 settembre 1923 - 19 marzo 1998). Si sposò una volta ed ebbe una figlia e un figlio.
- Necla Hibetullah Sultan (16 maggio 1926 - 6 ottobre 2006). Nata in esilio lo stesso giorno della morte di suo nonno materno Mehmed VI. Si sposò una volta ed ebbe un figlio.

## Onorificenze e incarichi militari
Ömer Faruk venne insignito delle seguenti onorificenze:

### Onorificenze ottomane
- Ordine della Casa di Osman, ingioiellato
- Ordine di Osmaniye, 1ª classe
- Ordine di Medjidie, 1ª classe
- Medaglia di guerra Imtiyaz, argento
- Medaglia Hicaz Demiryolu, oro
- Medaglia Iftikhar Sanayi
- Stella di Gallipoli
- Medaglia di guerra Liakat, argento

### Onorificenze straniere
- Ordine imperiale di Leopoldo (Impero austro-ungarico, 6 giugno 1918)
- Croce di Ferro (Impero tedesco)
- Ordine dell'Aquila rossa, 1ª classe (Impero tedesco)

### Incarichi militari
- 1914 – ufficiale, esercito tedesco-prussiano
- 1918 – primo tenente di fanteria, esercito ottomano
- 1918 – aiutante di campo del Sultano, esercito ottomano